# Aldo Gil de Medeiros
Aldo Gil de Medeiros, também conhecido como Aldo Gil, (Picos, 5 de abril de 1989) é um administrador e político brasileiro, atualmente deputado estadual pelo Piauí.

## Dados biográficos
Filho de Gil Marques de Medeiros e Maria Kaly Santana de Medeiros. Bacharel em Administração de Empresas pela Faculdade Tecnológica e Ciências do Alto Parnaíba (FATAP), trabalhou em empresas da família antes de ingressar na vida pública como secretário municipal de Saúde em 2021, quando seu pai assumiu o terceiro mandato como prefeito de Picos. Eleito deputado estadual pelo PP em 2022, voltou ao cargo de secretário municipal de Saúde em 2023. Entre janeiro e junho de 2025, foi titular da Superintendência de Desenvolvimento Urbano Sul na administração do prefeito de Teresina, Silvio Mendes.
Seu pai foi eleito prefeito de Picos em 2004, 2008 e 2020.